# Booby Trap
Booby Trap est un groupe de thrash metal et punk rock portugais, originaire d'Aveiro. Le groupe est actif entre 1993 et 1997, remportant un succès considérable dans le mouvement underground de l'époque. Ils se sont à nouveau réunis en 2012, après une interruption de 15 ans.

## Biographie

### Origines (1993—1997)
Au début de ses activités, Booby Trap participe et remporte la première place de plusieurs concours de musique moderne portugaise, le plus important étant la première édition du Concurso de Música Moderna do Porto, contre plus de 40 groupes, avec un jury composé d'Adolfo Luxúria Canibal (Mão Morta), de Paulo Barros (Tarantula), João Ribas (Censurados), Hugo Moutinho (Blitz) et Paula Rocha (Rádio Minuto).
En 1994, ils sortent leur démo Brutal Intervention. En 1996, ils participent avec 10 morceaux au split-CD Mosh It Up, aux côtés des groupes brésiliens TIT et Locus Horrendus, édité par Fast'n'Loud. Avant d'interrompre ses activités en 1997, Booby Trap participe à plus d'une centaine de concerts du nord au sud du Portugal, partageant la scène avec des groupes nationaux et internationaux tels que Cradle of Filth, Hypocrisy, Grave, Gorefest, Charged GBH, Dorsal Atlântica, Moonspell, Tarantula et Inkisição, et de la scène underground des années 1990.
Après la séparation, les membres participent de leurs côtés à plusieurs groupes et projets, notamment : Miguel Santos dans Superego ; Pedro Azevedo dans Wild Bull ; Pedro Junqueiro dans Snowball, Konk et Wild Bull ; Nuno Barbosa dans Strange Airplane et Ricardo Melo dans Anger.

### Réunion (2012)
En 2012, Booby Trap accepte l'invitation du Festival Vértice à un concert de retrouvailles du groupe, après 15 ans de pause,. Le festival est organisé par le conseil municipal d'Aveiro et se tient dans l'emblématique Teatro Aveirense, avec la présence de plus d'une douzaine de groupes et de DJ locaux. Profitant de cette rencontre, ils participent également au XIVe Blindagem Metal Fest, partageant la scène avec WAKO, Echidna, I, Machinery et Dark Oath.
Dans cette nouvelle incarnation, le line-up du groupe conserve trois des membres fondateurs, renforcés par l'arrivée de Carlos Ferreira (ex-Deep Pression et Hu-Matic) à la basse, et ne comptant que sur une seule guitare. Après un accueil chalereux reçu lors des concerts de retrouvailles, le groupe décide de poursuivre ses activités. En décembre 2012, Booby Trap devient l'un des groupes sélectionnés parmi plus d'une centaine pour l'édition 2013 de W:O:A Metal Battle Portugal, participant au tour éliminatoire à Braga, le 5 janvier 2013, aux côtés de Brutal Brain Damage, Pestifer et Waste.

### Survival(2013—2015)
En novembre 2013, le groupe sort l'album Survival, son premier album en 16 ans. L'album est enregistré dans leur propre salle de répétition, convertie en studio. L'album rassemble huit morceau dont un bonus et comporte la participation de Zé Luis Rocha, vocaliste du groupe local The Last of Them dans le morceau d'ouverture Survival. L'album est distribué par le groupe lui-même, sur son compte Bandcamp au format numérique.
En 2014, l'album est réédité en format CD par le label Non Nobis Productions, incluant une chanson bonus qui est une reprise de Ace of Spades de Motörhead. Cette édition compte donc dix chansons au total. Outre la distribution sur CD, l'album est désormais disponible sur plusieurs plateformes numériques, dont iTunes et Amazon. Toujours en 2014, l'album a été réédité en vinyle par Sasg Records. Cette édition contient les mêmes dix chansons que l'édition CD, mais dans un ordre différent et avec un nouveau mastering, réalisé par Miguel Marques du Bender Mastering Studio.
Le 18 mai 2015, la première cassette démo, Brutal Intervention, est rééditée par Firecum Records, désormais en format CD et avec l'ajout de morceaux enregistrés en répétition, dont deux inédits. Le même jour, Miguel Santos, l'un des membres fondateurs, quitte le groupe, prétextant un désaccord concernant le modèle de gestion actuel du groupe. Plus tard, il révélera que la bande démo avait été rééditée à son insu et que c'était la raison décisive de son départ du groupe. Du line-up original, il ne reste que deux éléments, curieusement les mêmes qui, en 2011, ont formé le groupe de reprises Wild Bull. La place vacante à la batterie a été prise trois jours plus tard par Hugo Lemos.

### Overloaded(2016—2018)
En 2016, ils éditent leur deuxième album studio Overloaded et en font la promotion avec plusieurs concerts et prestations dans des festivals à travers le pays aux côtés de groupes comme Ratos de Porão, Bulldozer, Malignant Tumour et Martyr.
En 2017, ils font plusieurs sorties, 2 splits avec le groupe de punk rock de Lisbonne Albert Fish et l'EP Drunkenstein. En 2018, Carlos Ferreira quitte le groupe et est remplacé par Fernando Santos, bassiste du groupe de punk rock Estado De Sitio juste à temps pour se produire dans 2 des plus grands festivals de heavy metal du pays, Laurus Nobilis Music à Famalicão qui comptait également Septic Flesh et Dark Tranquility dans le line-up[12] et Vagos Metal Fest où des noms comme Suicidal Tendencies, Ross The Boss et Municipal Waste étaient présents[13]. Après ces festivals, le groupe ferme en studio l'enregistrement du successeur d'Overloaded qui serait édité début 2019.

### Derniers albums (depuis 2019)
Au début de 2019, le groupe annonce la sortie de son troisième album studio ainsi qu'un premier single, puis en mars 2019, sort l'album, Stand Up and Fight via le label Firecum Records,. Il publie ensuite, en décembre de la même année, l'EP Beers in Heaven, une œuvre qui rassemble 6 morceaux en seulement 37 secondes. En septembre 2020, Miguel Azevedo rejoint le groupe en tant que deuxième guitariste, mais il ne participe pas à l'enregistrement de leur dernier album Bastards United, édité en novembre une fois de plus par Firecum Records.

## Discographie

### Albums studio
- 2013 : Survival (Lançamento de Autor, réédité en 2014 par Non Nobis Productions et Sasg Records)
- 2015 : Brutal Intervention (Firecum Records)
- 2016 : Overloaded (Firecum Records)
- 2019 : Stand Up and Fight

### Démos
- 1994 : Brutal Intervention (Martelo Pneumático)

### Splits
- 1996 : Mosh It Up (avec les groupes TIT et Locus Horrendus) (Fast'n'Loud)
- 2020 : Bastards United (avec Pitch Black et Buried Alive) (Firecum Records)

### Participations
- 1994 : Portugal Rebelde Vol. 1 (avec la chanson Booby Trap) (Global)
- 1995 : Play It Loud (avec les chansons Sit, Watch and Do Nothing et The Gutter) (Fast'n'Loud, réédité en 1996)
- 1996 : Compilação Antimilitarística Ibérica (avec la chanson Fight) (Deflagra, réédité en 2006)
- 2014 : 13 Portuguese Metal Compilation vol. II (avec la chanson Survive) (13MetalComp)
- 2014 : Aveiro Rocks a Lot (ARAL), Volume 1 (avec la chanson Calem-se Já!) (Associação Cultural e Recreativa 'Recreio do Castor')[13],[14],[15],[16]
- 2014 : Heavy Load, Vol. 1 (avec la chanson Six Little Friends) (Non Nobis Productions)
- 2015 : Ultraje, Vol. 1 (avec la chanson Out to Die) (Nordavind Records)[17]
- 2016 : Quebra-Cabeças Compilação De Rock E Metal Português (avec la chanson Use Your Head) (Rot'em Records)
- 2017 : Simbióticos (Simbiose Tribute) (avec la chanson Abismo) (Ragingplanet)
- 2017 : Som Das Ruas Vol. III (avec la chanson Drunkenstein) (Sindicato)

### EP Splits
- 2017 : Albert Fish / Booby Trap (split-EP avec Albert Fish) (Firecum Records, Ragingplanet)
- 2017 : Fuck SPA (EP split avec Albert Fish) (Firecum Records)

### EP
- 2017 : Drunkenstein (Firecum Records, Non Nobis Productions)
- 2019 : Beers in Heaven